# Rittergut Großgoltern

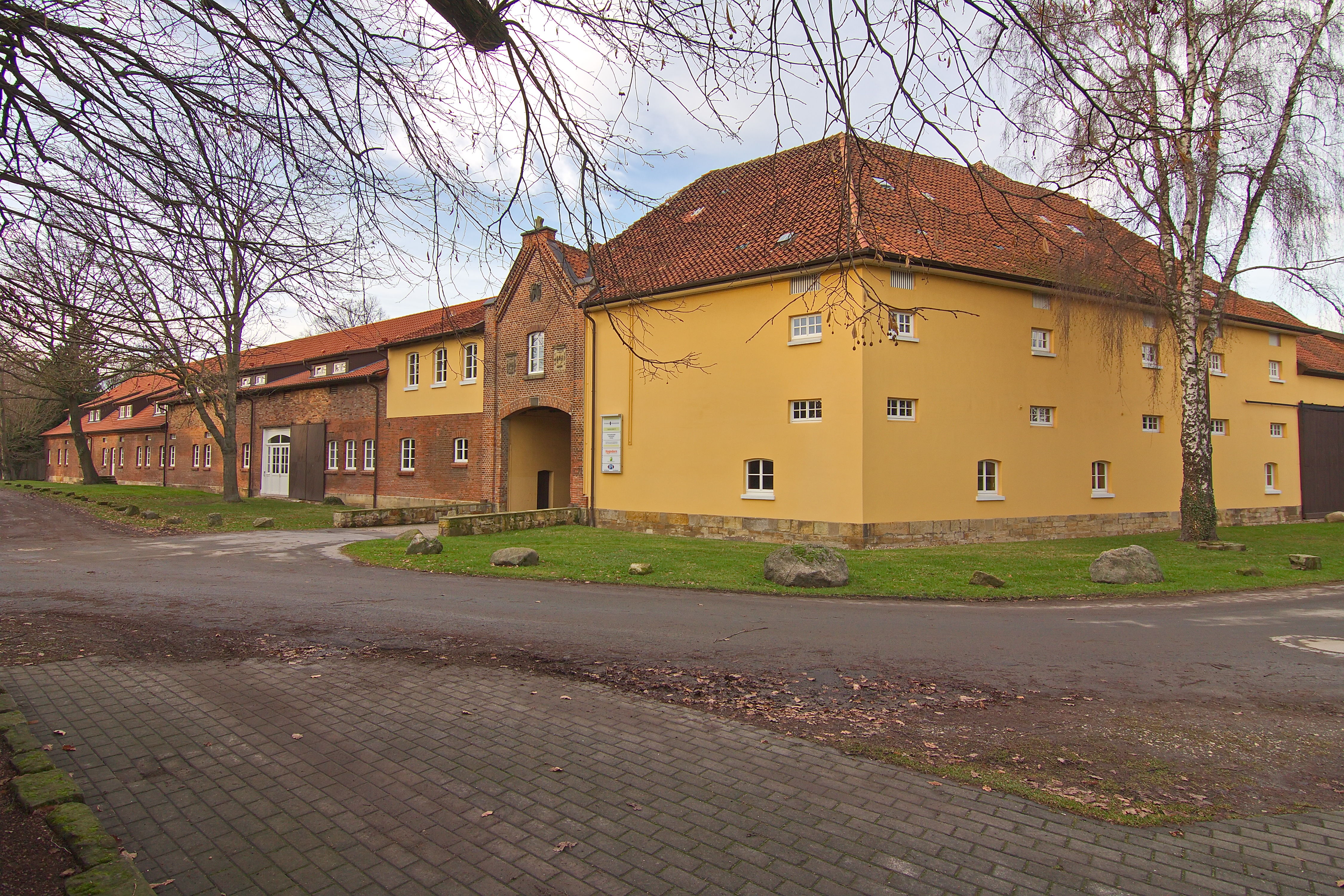
Außenansicht vom Wirtschaftshof des Ritterguts Großgoltern (2012)

Das Rittergut Großgoltern, auch als das von Altensche Gut bezeichnet, liegt im Ortsteil Großgoltern der Stadt Barsinghausen in Niedersachsen und steht unter Denkmalschutz.

## Beschreibung
Der vorgelagerte Wirtschaftshof des Gutes wird nahezu vierseitig von landwirtschaftlichen Nebengebäuden umschlossen. Er ist durch eine Art Torhaus innerhalb eines Gebäudes erschlossen. Zu den Wirtschaftsgebäuden zählt die frühere Maschinenhalle, die als „Garage“ für landwirtschaftliche Geräte diente. Heute wird sie für Veranstaltungen genutzt.

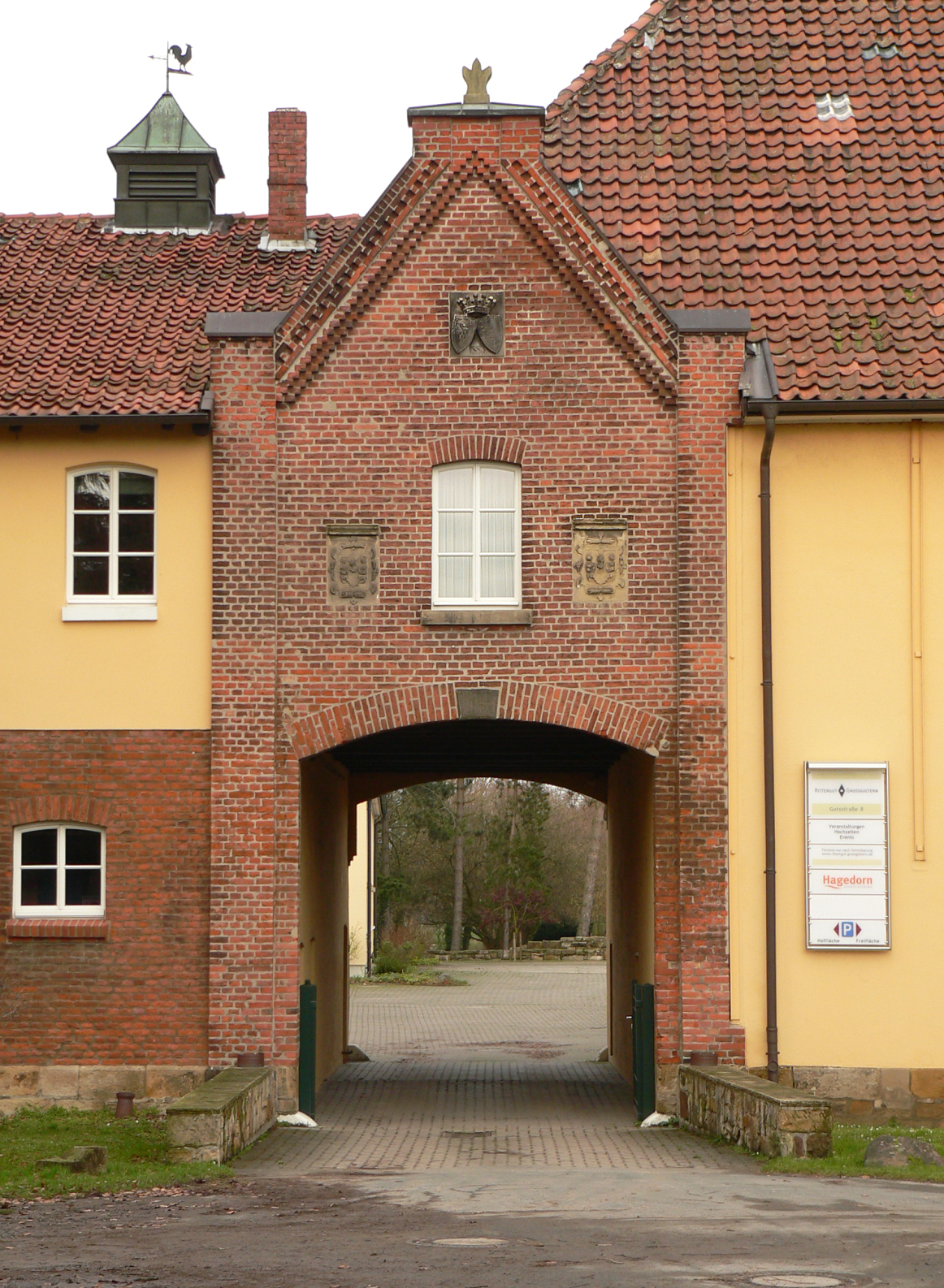
Toreinfahrt zum Wirtschaftshof (2018)

Das Herrenhaus hinter dem Wirtschaftshof ist von einem sechs Meter breiten Wassergraben umgeben. Es besteht aus einem größeren Mitteltrakt und zwei kleineren Gebäudeflügeln. Das Herrenhaus ist zweigeschossig ausgeführt mit einem Erdgeschoss aus Bruchstein und einem Obergeschoss in Fachwerkbauweise. Der Mitteltrakt des Herrenhauses wird auf das 17. Jahrhundert datiert. Der Innenhof des Herrenhauses ist durch eine Toreinfahrt im Mitteltrakt erschlossen, dessen Schlussstein auf das Jahr 1700 datiert. Der Nordflügel des Herrenhauses wurde 1886 vom hannoverschen Baumeister Hermann Schaedtler durch einen Neubau ersetzt, der den Baustil des älteren Teils fortführt. Im Innenhof sind in die Außenwände des Herrenhauses fünf Grabplatten eingelassen, deren älteste auf 1492 datiert. Von der offenen Westseite des Herrenhauses führt eine 800 Meter lange Kastanienallee zum Erbbegräbnis der Familie von Alten in der Feldmark.
Das Herrenhaus ist ein Nachfolgebau einer einstmals befestigten Anlage in der Art einer Wasserburg, worauf die abweisenden Mauern des Erdgeschosses in Verbindung mit dem Wassergraben weisen. Die Anlage mit früher vier Ecktürmen stand auf Grundmauern aus Sandsteinquadern, auf denen später der Südflügel des Herrenhauses errichtet wurde. Die Zugbrücke über den Graben wurde 1817 durch eine Steinbrücke ersetzt.

## Geschichte

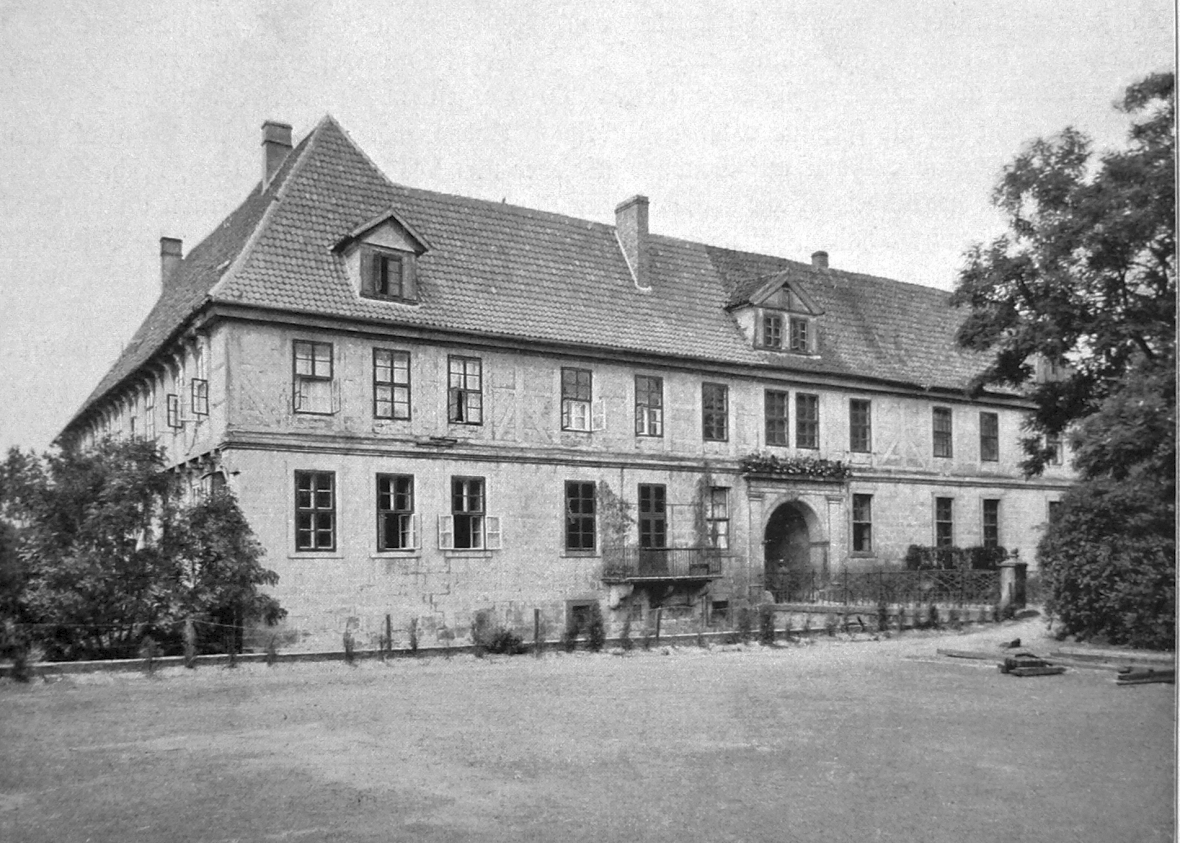
Das Herrenhaus, links der Südflügel, (1912)

Das Rittergut geht auf das Geschlecht derer von Goltern zurück. Der Entstehungszeitpunkt des Gutes ist nicht bekannt. Seine Ursprünge reichen bis ins Mittelalter zurück. Es erscheint möglich, dass es bereits bei der Ersterwähnung von Großgoltern im Jahr 1158 bestanden hat. Nach dem Aussterben derer von Goltern übertrug Herzog Erich II. zu Braunschweig-Lüneburg 1558 das Gut an den Rittmeister Ernst von Alten. Seither steht es im Besitz der Familie von Alten.